# Lokschuppen Fürth
Der Lokschuppen in Fürth liegt in der Nähe der U-Bahn-Haltestelle Stadtgrenze und steht unter Denkmalschutz. Er ist das älteste Denkmal der Eisenbahngeschichte Mittelfrankens und einer der ältesten noch erhaltenen Lokschuppen Deutschlands.

## Geschichte

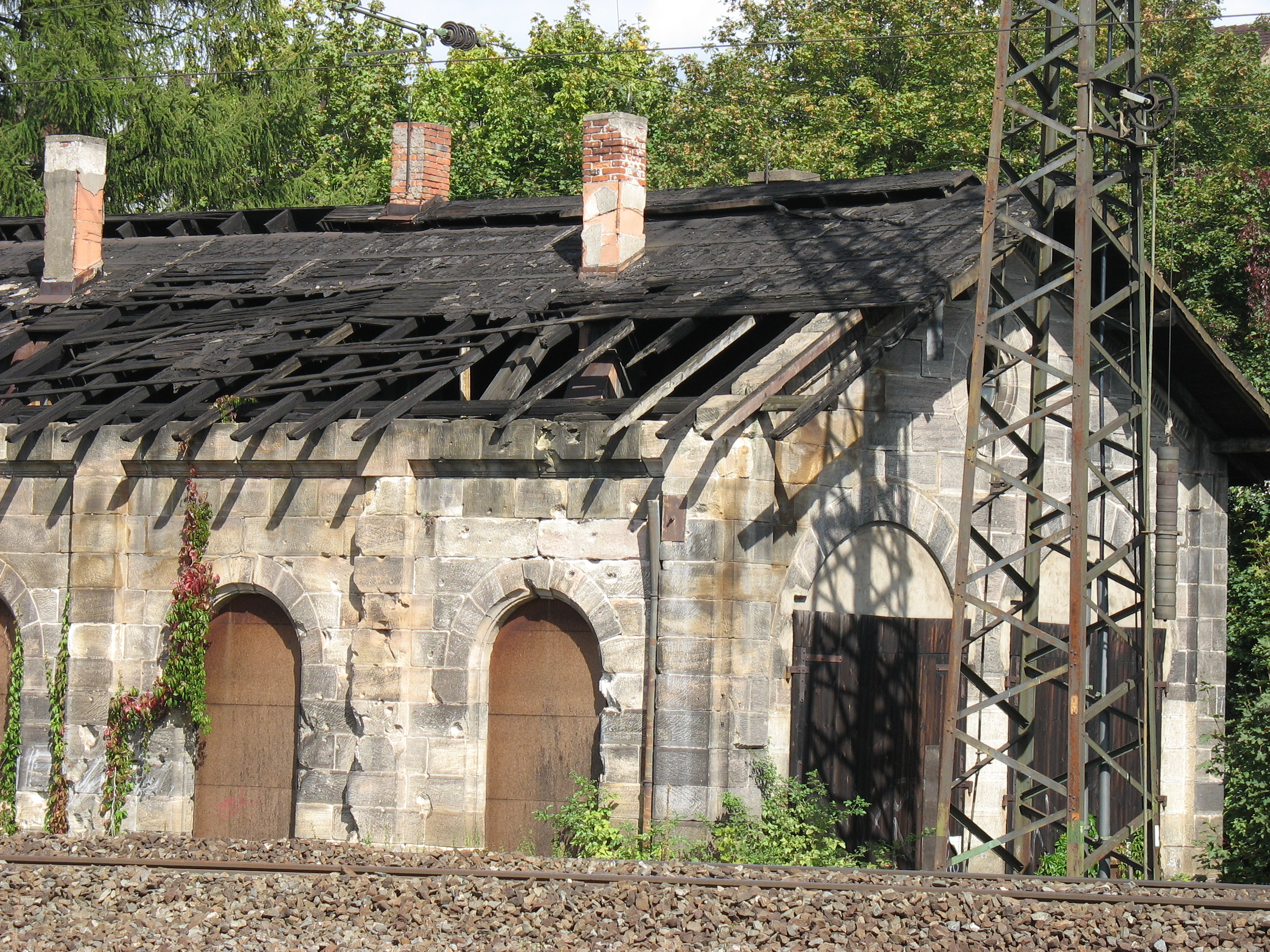
Vorderseite des Lokschuppens (2007)

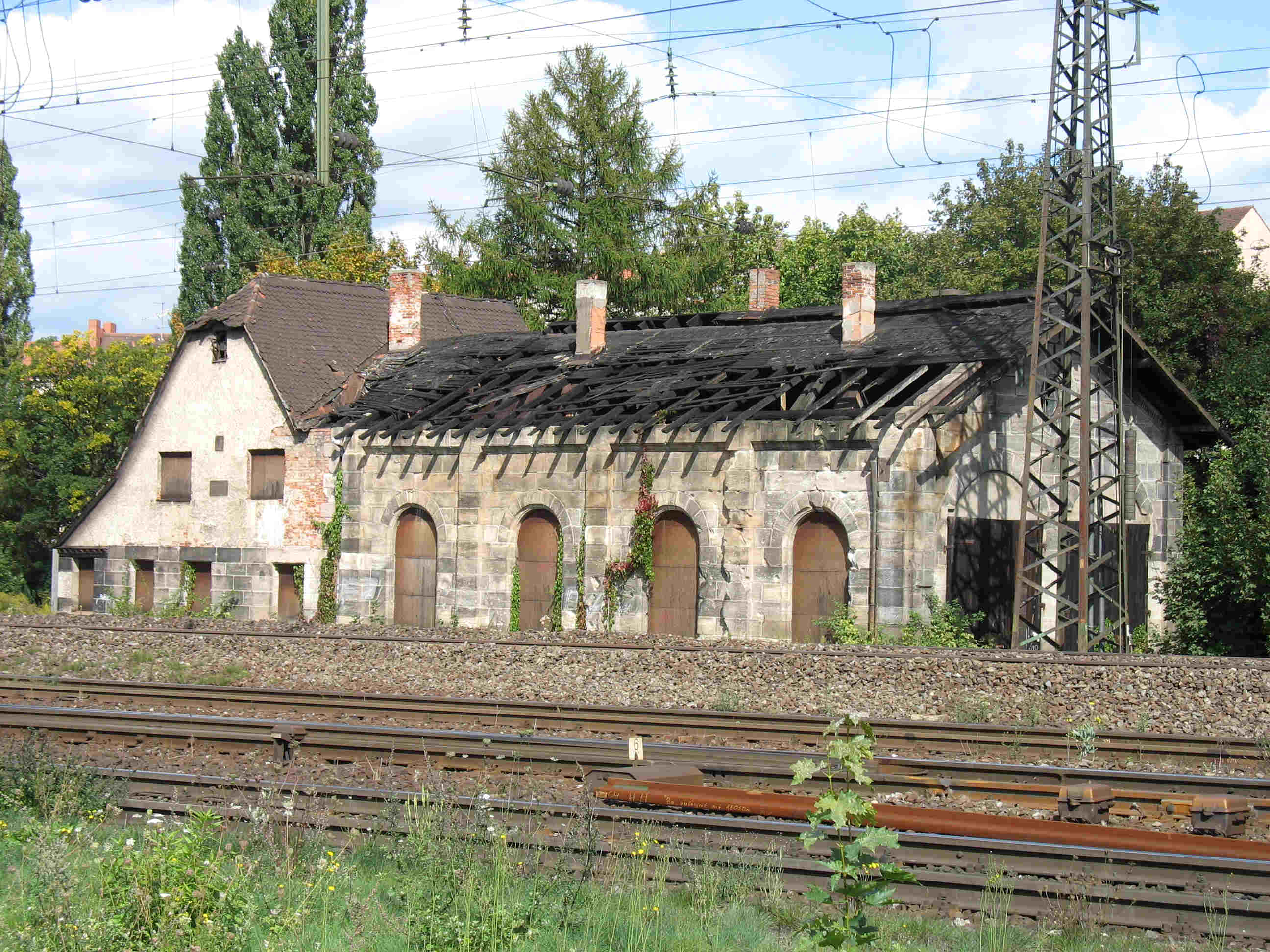
Lokschuppen und Anbau (Hintergrund links mit Giebelseite zum Betrachter, 2007)

Der Lokschuppen wurde um 1860 mit dem Abschnitt Fürth Kreuzung–Fürth Bahnhof der Bahnstrecke Nürnberg–Bamberg oder eventuell – jedoch aufgrund des Abstandes zur Trasse weniger wahrscheinlich – schon 1844 ff. im Zuge der Ludwig-Süd-Nord-Bahn und im Zusammenhang mit der sogenannten „Fürther Kreuzung“ erbaut. Er wurde für das Unterstellen von Rangierlokomotiven der Staatseisenbahn genutzt und eventuell für die LEG – Phoenix und Adler II der Ludwigseisenbahn. Die Rangierlokomotiven dienten zunächst vermutlich für den Austausch von Wagen zwischen der Staatseisenbahn und der privaten Ludwigseisenbahn. Auf den beiden Gleisen konnten bis zu vier Rangierlokomotiven untergestellt werden. Jedes der Gleise war mit einer Grube für Wartungsarbeiten versehen. Es gab einen (teilweise noch heute erhaltenen) Wasserspeicher im Dachgeschoss, um die Loks mit Wasser versorgen zu können.
Im Jahre 1911 wurden an der Kopfseite des Schuppens ein Wohn- und Werkstättenanbau und in der Nähe der Anfahrtseite eine Remise (Schuppen oder Feldschmiede) errichtet. Alle drei Gebäudeteile stehen unter der Aktennummer D-5-63-000-1595 unter Denkmalschutz, die amtliche Adresse lautet Karolinenstraße 91.
Die Deutsche Bahn nutzte die Gebäude bis Ende der 1980er Jahre. Danach kam es zum Verfall, der laut der Unteren Denkmalschutzbehörde bei der Stadt Fürth auf die „jahrelange Vernachlässigung notwendiger Mindestmaßnahmen eines sachgerechten Bauunterhaltes“ zurückzuführen ist. Mitte der 1990er Jahre wurden die beiden Gleise, die zum Schuppen führten, abgebaut. 2002 ging der Lokschuppen in den Besitz des Immobilienentwicklers Aurelis über, der sich gegen jede Bestandssicherung des Gebäudes (auch gerichtlich) wehrte.
Seit dem 12. Dezember 2010 fährt in unmittelbarer Nähe die S-Bahn Nürnberg (S 1) eingleisig auf dem Gleis vorbei, das ursprünglich dem Anschluss des Ortsgüterbahnhofs Fürth an der Jakobinenstraße diente und auch zu den Verladeanlagen an der Gebhardtstraße führte. 2012 erklärte sich das DB Museum Nürnberg bereit, den Lokschuppen nach einer Translozierung auf ihrem Freigelände aufzustellen, rückte jedoch 2014 von dieser Zusage wieder ab. Ende des Jahres 2015 verkaufte Aurelis den Lokschuppen an den Fürther Investor P & P, der eine Nutzung und damit den Erhalt in Aussicht stellt. Der Vorbesitzer Aurelis – vermutlich ist der Übergang notariell noch nicht abgeschlossen – stellte jedoch einen Abrissantrag, der im April 2016 zur Verhandlung kam und zunächst vertagt wurde. Im November 2016 sagte der Firmenchef von P&P, Michael Peter, wiederum eine Sicherung und Sanierung des Gebäudes einschließlich der Remise zu, die Klage werde zurückgenommen.
Der neue Eigentümer begann nach dem Erwerb des Gebäudes mit ersten Sicherungsmaßnahmen. Vorerst schützt ein Übergangsdach das Gebäude vor Witterungseinflüssen. Nach Abstimmung mit dem Landesamt für Denkmalpflege soll der Lokschuppen renoviert und damit für die Nachwelt erhalten werden. Der Eigentümer plant, das Gebäude für Gewerbe-, Büro- und Wohnzwecke nutzbar zu machen. Aber auch 2024 sind vor Ort noch keine Sanierungsmaßnahmen auszumachen. Inzwischen hat der Bund jedoch Fördermittel für die Sanierung diese denkmalgeschützten Gebäudes verfügbar gemacht.

## Bausubstanz

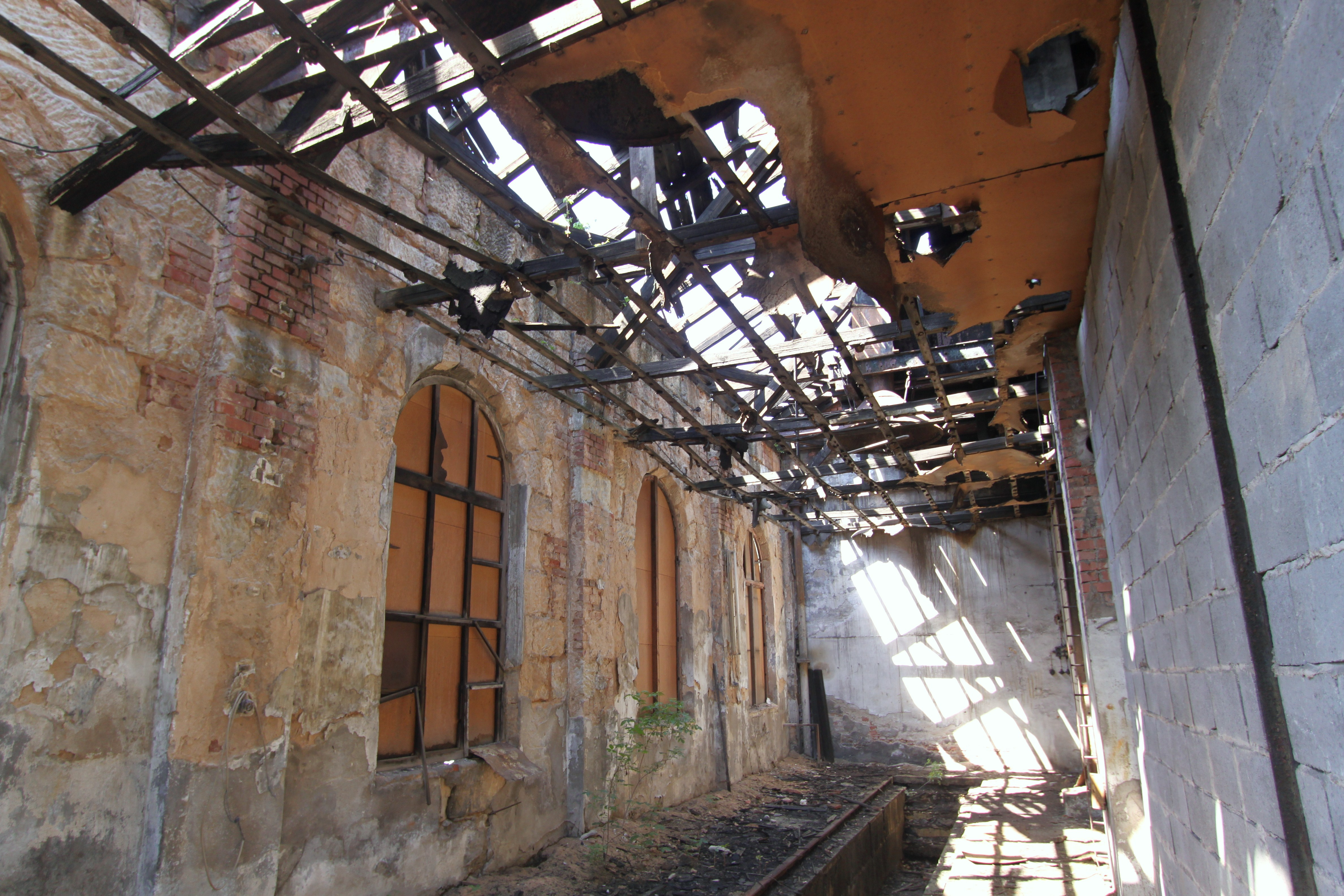
Innenraum mit beschädigtem Dach (2011)

Der Lokschuppen wurde aus Sandsteinblöcken mit zwei Gleisen, Wartungseinrichtungen für Dampflokomotiven und mit einem mit Bitumen gedeckten Dach mit Holzdachstuhl (Satteldach) errichtet.
Die beiden später ergänzten Gebäude (Wohngebäude und Remise) wurden in Ziegelbauweise ausgeführt und verputzt. Sie erhielten ein gedecktes Dach mit einem Dachstuhl aus Holz. Das Dach des Wohngebäudes wurde als Schopfwalmdach ausgeführt.
Vor 2004 wurde das Dach des Lokschuppens durch einen Brand schwer beschädigt. Das Gebäude ist vom Abriss oder Abgang bedroht.